# 샤를 틸로리에
샤를 생 앙헬 틸로리에(Charles-Saint-Ange Thilorier) (1790–1844)는 이산화탄소의 고체 형태인 드라이아이스를 처음으로 기술한 프랑스의 화학자이다. 1834년 액체 탄산을 넣은 금속의 압력 용기를 개봉하는 과정에서 이산화탄소의 증발 과정이 발생한 뒤 남은 액체 성분이 응고되어 드라이아이스가 형성되는 것을 발견하였다.

## 저서
- Duane H. D. Roller; M. Thilorer (1952). “Thilorer and the First Solidification of a "Permanent" Gas (1835)”. 《Isis》 43 (2): 109–113. doi:10.1086/349402.
- Charles Thilorer (1835). “Solidification de l'Acide carbonique”. 《Comptes rendus》 1: 194.